# Academia Santista de Letras
A Academia Santista de Letras, conhecida como Casa de Martins Fontes, fundada em 23 de junho de 1956, é a entidade literária máxima da cidade de Santos, no estado brasileiro de São Paulo. Atualmente é presidida pela jornalista e escritora Taís Assunção Curi Pereira.

## História
Fundada por Monsenhor Primo Vieira e Clóvis Pereira de Carvalho em 23 de junho de 1956, a Casa de Martins Fontes, como é conhecida, reúne as personalidades literárias da cidade de Santos, importante polo cultural brasileiro.

### Membros Fundadores
Foram 12 os membros fundadores da academia.
1. Álvaro Augusto Lopes
2. Archimedes Bava
3. Cid Silveira
4. Clóvis Pereira de Carvalho
5. Durwal Ferreira
6. Edmundo Amaral
7. Jaime Franco Rodrigues Junot
8. Saulo Ramos
9. Maria José Aranha de Rezende (Zezinha)
10. Mariano Laet Gomes
11. Monsenhor Primo Vieira
12. Nicanor Ortiz

### Patronos das Cadeiras e Membros Atuais
1. Agenor Silveira - acadêmica Katya Lais Ferreira Patella Couto
2. Alberto Sousa - acadêmico Eduardo Ribeiro Filetti
3. Alberto Veiga - acadêmico Silvio Carlos Ferreira
4. Alexandre de Gusmão - acadêmica Ana Maria Pereira Sachetto
5. Álvaro Pereira de Carvalho - acadêmico Santiago Gonzalez Arias
6. Ângelo de Souza - acadêmica Maria Araújo Barros de Sá e Silva
7. Bartolomeu de Gusmão - acadêmico Gilberto Passos de Freitas
8. Galeão Coutinho - acadêmico Antônio Taveira
9. Fábio Montenegro - acadêmico Peilton Santos de Sena
10. Emília de Freitas Guimarães - acadêmica Rosana de Oliveira Valle
11. Heitor de Moraes - acadêmico Sérgio Teles Fernandes Lopes
12. José Batista Coelho (João Foca) - acadêmico Amílcar Ferrão Pinto
13. João Cardoso de Menezes Souza (Barão de Paranapiacaba) - acadêmica Silvia Ângela Teixeira Penteado
14. Joaquim Xavier da Silveira - acadêmica Nanci Simões Dias Olmo
15. José Bonifácio de Andrada e Silva (o Patriarca) - acadêmico Leonardo Barbosa Delfino
16. José de Freitas Guimarães - acadêmico Adilson Luiz Gonçalves
17. José de Martins Fontes - acadêmico Raul Christiano de Oliveira Sanchez
18. Júlio Ribeiro - acadêmica Josefa de Deus Camaño
19. Antônio Carlos Ribeiro de Andrada e Silva - acadêmica Eliane Maria Octaviano Martins
20. José Feliciano Fernandes Pinheiro (Visconde de São Leopoldo) - acadêmico Walter Theodósio
21. Martim Francisco Ribeiro de Andrada (o primeiro) - acadêmico Clóvis Pimentel Júnior
22. Paulo Gonçalves - acadêmica Wilma Therezinha Fernandes de Andrade
23. Ranulfo Prata - acadêmico Mário Azevedo Alexandre
24. Waldomiro Silveira - acadêmico Mozar Costa de Oliveira
25. Vicente de Carvalho - acadêmico Flávio Viegas Amoreira
26. Martim Francisco Ribeiro de Andrada (o terceiro) - acadêmico Augusto Zago
27. Herculano Marco Inglês de Souza - acadêmico Perseu Lúcio Alexander Helene de Paula
28. Roberto Cochrane Simonsen - acadêmica Regina Lúcia Alonso Peres
29. Gastão Bousquet - acadêmico Marcelo Pirillo Teixeira
30. Rui Ribeiro Couto - acadêmica Carolina Ramos
31. José Bonifácio de Andrada e Silva (o moço) - acadêmica Lúcia Maria Teixeira
32. Reinaldo Porchat - acadêmico Maurílio Tadeu de Campos
33. Afonso Schmidt - acadêmico Eustázio Alves Pereira Filho
34. Frei Gaspar da Madre de Deus - acadêmico Marcos Anselmo Ferreira Franco
35. Albertino Moreira - acadêmico Elcio Rogério Secomandi
36. Alberto Leal - acadêmica Taís Assunção Curi Pereira
37. Vicentina Mesquita Vicente de Carvalho - acadêmico Paulo Roberto Costa de Jesus
38. Adolfo Porchat de Assis - acadêmica Maria Zilda da Cruz
39. Benedito Calixto de Jesus - acadêmica Caroline Simões Teixeira Perrella
40. Frei Jesuíno do Monte Carmelo - acadêmica Jeanette Maria Octaviano Martins